# Isabelle (Schiff)
Die Isabelle ist eine ehemalige RoPax-Fähre der estnischen Reederei Tallink. Sie wurde als Isabella für die Viking Line gebaut und am 4. Juli 1989 in Dienst gestellt. Zuletzt wurde die Fähre von Tallink zwischen Riga und Stockholm eingesetzt. Ab April 2022 wurde sie als Flüchtlingsunterkunft in Riga genutzt und Anfang 2024 nach Kanada verkauft.

## Geschichte

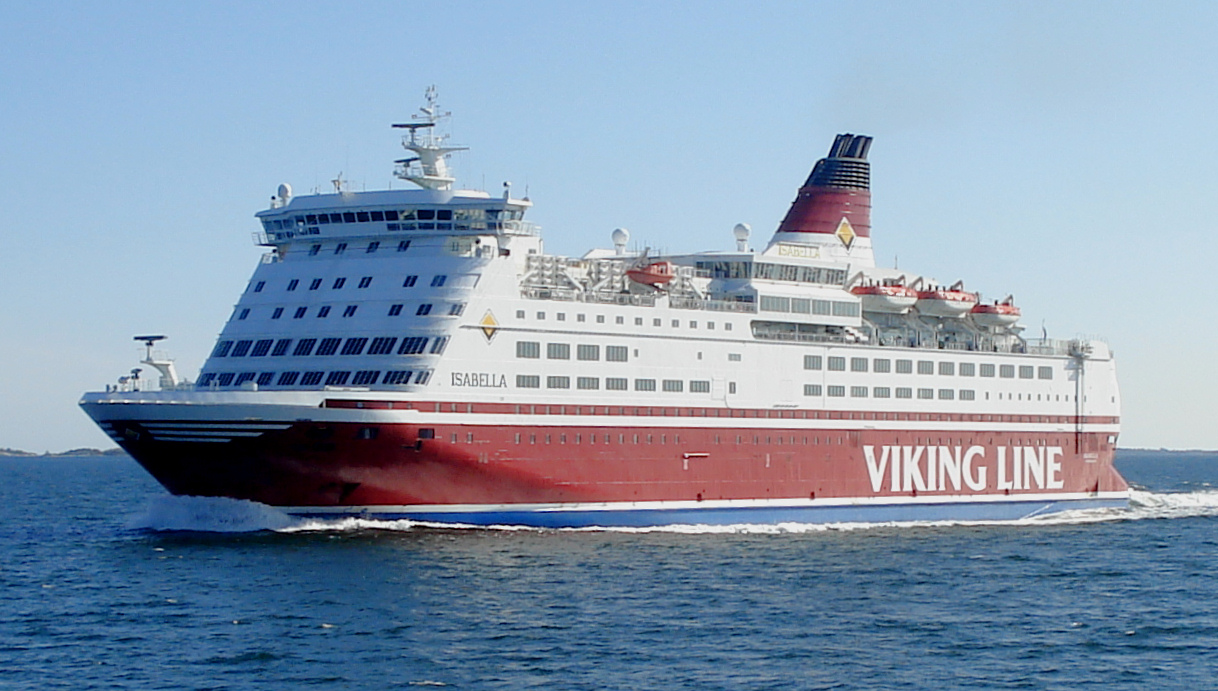
Isabella im Schärenmeer, 19. Mai 2008

### Viking Line
Die Isabella ist das zweite von vier baugleichen Schiffen: ihr Schwesterschiff Gabriella steht derzeit bei der Viking Line in Dienst (wie auch seinerzeit die Isabella), das vierte und jüngste Schwesterschiff, die Crown Seaways, steht im Dienste der Det Forenede Dampskibs-Selskab (DFDS) und befährt die Route Kopenhagen-Oslo. Die Mega Victoria, das älteste Schiff der vier Schwesterschiffe, steht hingegen im Dienst von Corsica Ferries. Sie bedient verschiedene Routen zwischen dem italienischen oder französischen Festland und Mittelmeerinsel Korsika.
Der Auftrag für den Bau der Isabella wurde im Februar 1986 von der SF Line gegeben. Gebaut wurde das Schiff bei Brodogradilište Split in Kroatien. Die Kiellegung erfolgte am 15. September 1987, der Stapellauf am 13. August 1988.
Bevor die Isabella die Verkehre für die Viking Line aufnahm, war sie in der finnischen Stadt Pori zu Besuch, in der sie am 3. Juli 1989 dem Publikum vorgestellt wurde. Ursprünglichen Planungen zufolge sollte sie die Rosella auf der Route Naantali-Mariehamn-Kapellskär ersetzen. Die örtlichen Behörden in Kapellskär versäumten es, Planungen zur Erweiterung der örtlichen Kapazitäten vorzunehmen, so dass die deutlich größere Isabella dort nicht be- und entladen werden konnte. Als Konsequenz daraus wurde sie in den Sommermonaten auf der Strecke Naantali-Stockholm eingesetzt. In den übrigen Perioden führte sie 24-Stunden-Kreuzfahrten von Helsinki aus durch.
Im Frühjahr des Jahres 1992 wurde das Schiff in Naantali einem Umbau unterzogen. Es wurde auf Deck 11 die SkyBar eingebaut, das zweite Autodeck auf Deck 5 wurde zu Kabinen umgebaut. Darüber hinaus gab es kleinere Anpassungen an der Lackierung, einen abgesetzten roten Streifen entlang des Deck 6 betreffend. Nach den Arbeiten beschloss die SF Line, ab Sommer 1992 die Isabella ganzjährig auf den Kreuzfahrtrouten ab Helsinki einzusetzen. In diesem Rahmen lief sie unter anderem den Hafen von Visby an. Ab dem Sommer 1994 tauschte sie für drei Jahre ihre Route mit der Cinderella und bediente fortan die Route zwischen den finnischen und schwedischen Hauptstädten. Im Jahr 1996 setzte man die Isabella in den dienstfreien Liegezeiten in Helsinki für „Picknick-Kreuzfahren“ nach Tallinn ein. Es zeigte sich, dass diese Fahrten unrentabel waren. Somit wurde dieses Angebot nach nur einer Saison wieder eingestellt.
Nachdem im Jahr 1997 die Viking Line das Schwesterschiff Gabriella von der Euroway erworben hatte und die Route der Isabella übernommen hatte, fand diese ihr neues Einsatzgebiet auf der StreckeTurku-Mariehamn-Stockholm, zusammen mit ihrer Schwester Amorella. Des Weiteren wurde sie als Reservefähre während regulärer Werftaufenthalte der anderen Fähren eingesetzt. Im Jahr 2000 wurde die Isabella einem erneuten Umbau in Naantali unterzogen. Im Zuge dieses Aufenthaltes wurde der Rumpf heckseitig modifiziert. Am 20. Dezember 2001 um 0:30 Uhr lief die Isabella auf dem Weg nach Stockholm bei Åland in schwerer See auf Grund. Hierbei wurde die linke Schraube und Steuereinheit beschädigt, außerdem lief durch ein kleines Leck etwas Treibstoff aus. Im Laufe des Tages konnte das Schiff freigeschleppt und nach Långnäs gebracht werden.
Naantali war auch im September 2007 wieder Ziel des Schiffes. Dieses Mal wurden der Duty-Free-Shop, die Disco und die Bar einem kompletten Umbau unterzogen, zwei Restaurants erhielten neue Konzepte. Diese Maßnahmen war ein Teil einer großangelegten Modernisierung der Viking-Line-Flotte.
Mit der Indienststellung des Neubaus Viking Grace im Januar 2013, die sofort die Route der Isabella übernahm, führte diese die Services der Amorella durch, die sich zu der Zeit im Dock befand.

### Tallink
Nach der Dockzeit der Amorella plante die Viking Line den Verkauf der Isabella. Für den Fall, dass kein Käufer gefunden werden würde, plante man den Einsatz auf der Route Helsinki-Tallinn ab Sommer 2013. Am 5. April 2013 gab Viking Line bekannt, dass für die Isabella mit dem Wettbewerber Tallink ein Käufer gefunden werden konnte. Damit war ein geplanter Einsatz obsolet, obgleich bereits Tickets für den Service nach Tallinn verkauft worden waren. Am 22. April 2013 wurde das Schiff übergeben und in Isabelle umbenannt. Das Schiff kam unter der Flagge Lettlands in Fahrt, Heimathafen wurde Riga. Als ersten Einsatz für Tallink ersetzte die Isabelle die Silja Festival auf der Route Stockholm–Riga. In Tallinn unterzog sie sich bis zum 5. Mai 2013 einem Werftaufenthalt, bei dem auch ihre Lackierung angepasst wurde. Ihre erste Fahrt auf der neuen Route wurde nur einen Tag später durchgeführt.
Die Fährverbindung zwischen Riga und Stockholm wurde 2020 wegen der COVID-19-Pandemie ausgesetzt. Ursprünglich war die Wiederaufnahme im Jahr 2022 vorgesehen. Von April 2022 bis ins Sommerhalbjahr 2023 wurde das Schiff in Riga für die Unterbringung ukrainischer Flüchtlinge genutzt. Zum 1. Juli 2023 wurde es auf Basis einer Bareboat-Charter mit Kaufoption an die kanadischen Unternehmensgruppe Bridgemans Floatel/Bridgemans Services Group verchartert. Bridgemans, die das Schiff als schwimmende Unterkunft für Arbeiter einer Flüssigerdgasfabrik in Kanada nutzen will, machte später von der Kaufoption Gebrauch und übernahm das Schiff im Januar 2024. Sie kommt in Kanada zum Einsatz.

## Decks
1. Maschinenraum
2. Innenkabinen
3. Autodeck
4. Autodeck (Das Autodeck kann mit Hilfe von hydraulischen Böden horizontal in 2 Decks geteilt werden)
5. Innen- und Außenkabinen, Crewbereiche
6. Sauna, Whirlpools, Schwimmbecken, Innen- und Außenkabinen
7. Information, Driver’s Club Pub, Nöjescafé Café, Kinderland, Fun Club, Duty-free Shop, Innen- und Außenkabinen
8. Buffet, Tapas Bar, À-la-Carte_Restaurant, Konferenzbereich, Casino, Night Club
9. Konferenzbereiche, Discothek (untere Ebene), Innen- und Außenkabinen, Sonnendeck
10. Konferenzbereiche, Discothek (obere Ebene), Innen- und Außenkabinen
11. Konferenzbereiche, Sky Bar, Sonnendeck, Crewbereiche
12. Brücke